# Lewis Timothy

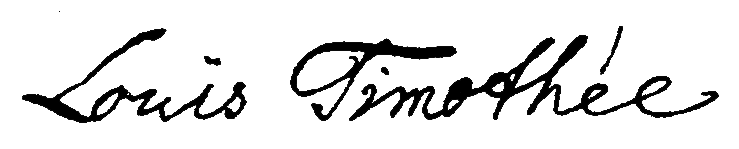
Handtekening op zijn huwelijkscontract in 1724

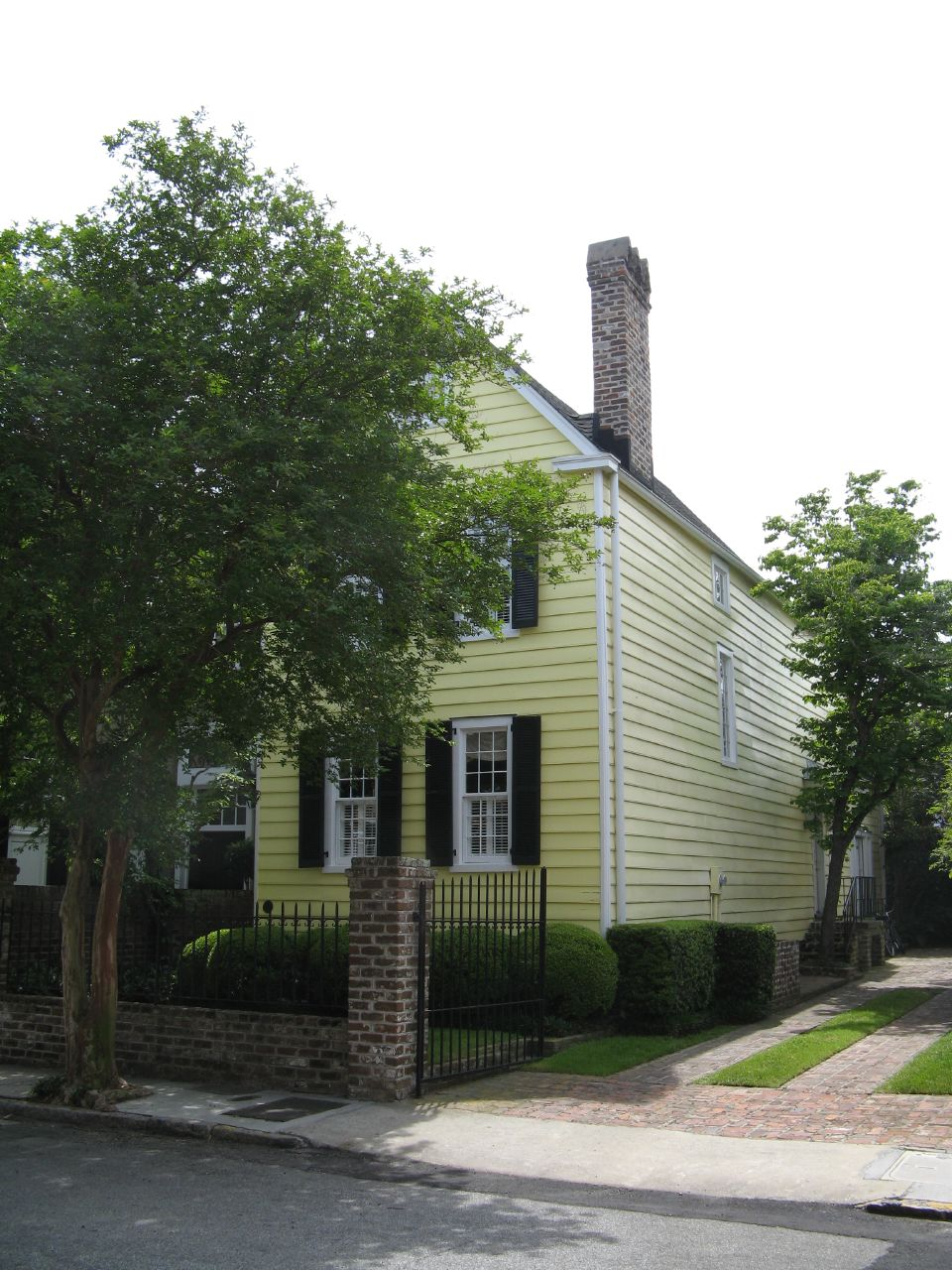
De drukkerij van Timothy aan 97 King Street in Charleston (South Carolina)

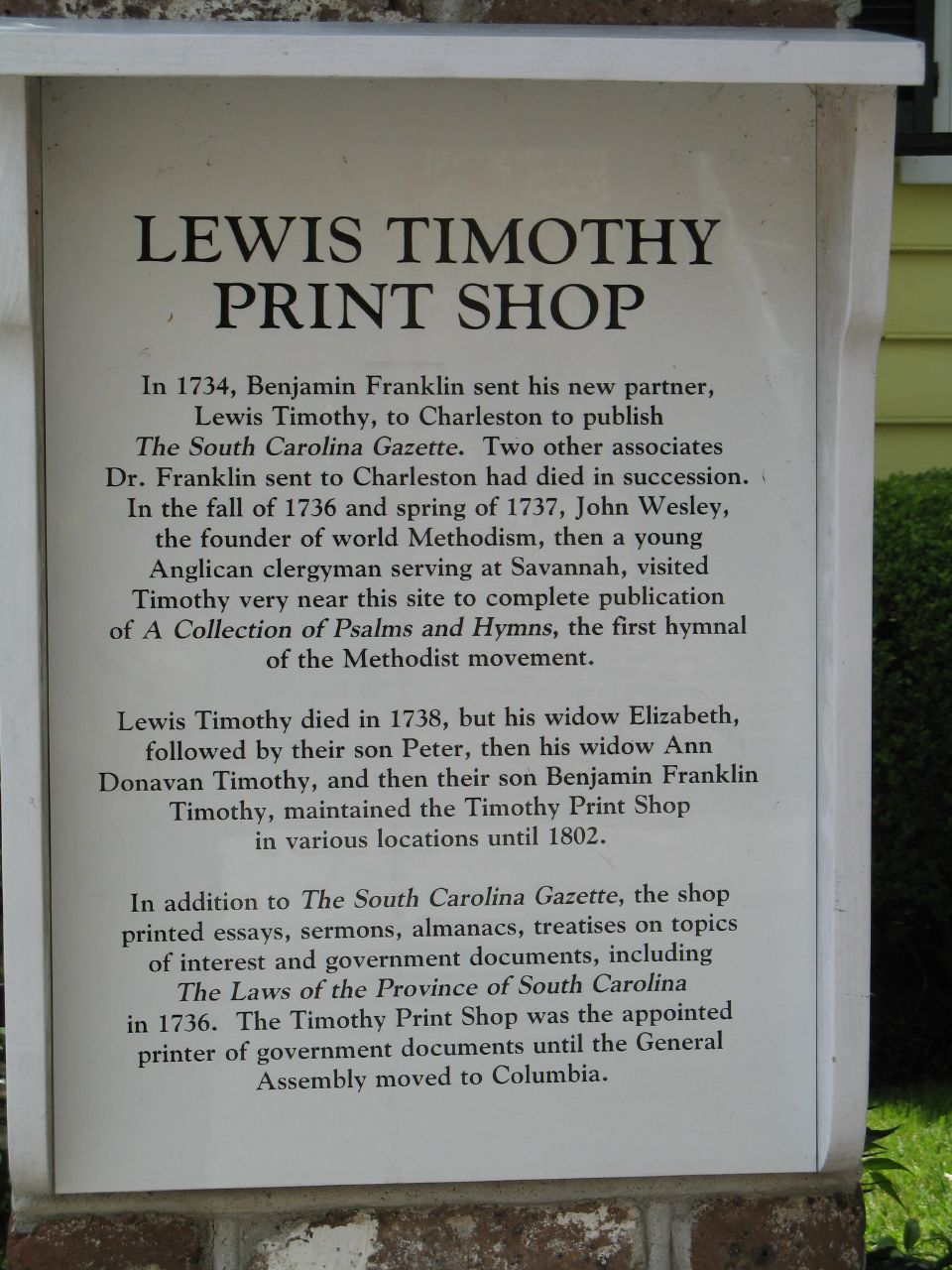
Informatiebord bij de drukkerij van Timothy

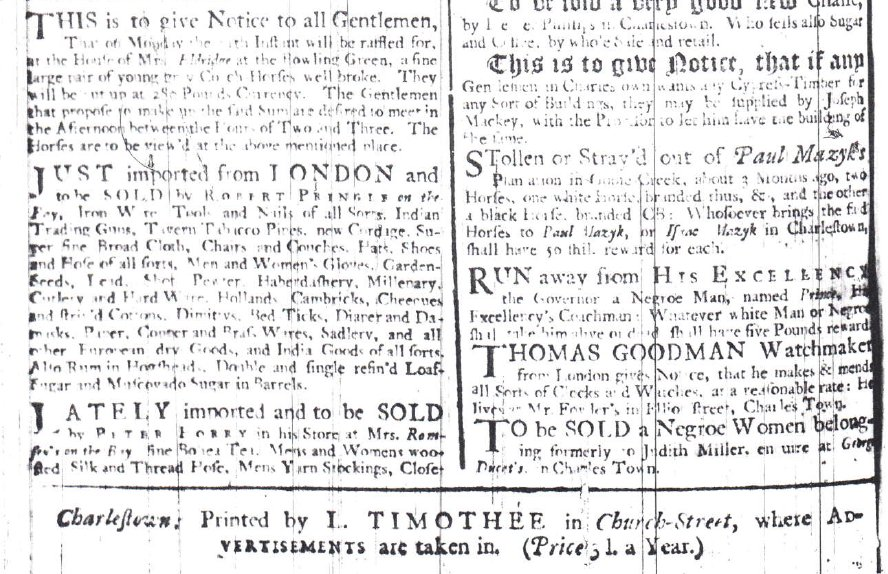
Printed by L. Timothy ("gedrukt door L. Timothy") in de South Carolina Gazette, 2 februari 1734

Lewis Timothy, geboren als Louis Timothée (1699 - december 1738) was een drukker en uitgever in de Amerikaanse kolonies Pennsylvania en South Carolina en een zakenpartner van Benjamin Franklin. Hij was de eerste Amerikaanse bibliothecaris. Zijn vrouw Elizabeth Timothy was de eerste Amerikaanse vrouwelijke journalist en de eerste Amerikaanse vrouw die een franchise hield.

## Biografie

### Rotterdam
Timothy werd geboren als Louis Timothée. Zijn ouders waren hugenoten die vanuit Frankrijk naar Rotterdam waren gevlucht. Hij groeide op in Rotterdam en leerde het vak van drukker van zijn vader. In 1724 huwde hij, op 26-jarige leeftijd, met de in Amsterdam geboren Elizabeth Villin, eveneens kind van Franse hugenoten.
Samen met een aantal andere Franse hugenoten vertrok het paar en hun vier kinderen, in leeftijd variërend van 1 tot 6 jaar oud, in 1731 vanuit Rotterdam naar Philadelphia aan boord van de Britannia of London.

### Philadelphia
Op 21 september 1731 kwam het gezin aan in Philadelphia. Een maand later plaatste hij een advertentie in de Pennsylvania Gazette waarin hij zijn diensten als leraar Frans aanbood. Naast Frans sprak hij ook vloeiend Nederlands, Duits en Engels.
In Philadelphia ontmoette hij Benjamin Franklin, eigenaar van de Pennsylvania Gazette. Begin 1732 liet Franklin hem een Duitse brief in het Engels vertalen. Franklin was zo onder indruk van zijn werk dat hij hem de leiding aanbood van een nieuwe Duitstalige krant, de Philadelphische Zeitung, die in de lente van 1732 voor het eerst uitkwam maar na een jaar weer opgeheven werd, bij gebrek aan belangstelling. Hierna werd Timothy drukker van de Pennsylvania Gazette.
Vanaf 4 november 1732 diende Timothy ook als eerste bibliothecaris van de Library Company of Philadelphia, een bibliotheek die Franklin in 1731 had opgericht. Timothy werd hiermee de eerste betaalde bibliothecaris in de Amerikaanse kolonies. Hij was werkzaam als bibliothecaris op woensdag van 2 tot 3 uur 's middags en op zaterdag van 10 uur 's ochtends tot 4 uur 's middags.

### Charleston
Franklin tekende op 26 november 1733 een zesjarig contract met Timothy waarbij hij de leiding overnam van Franklins noodlijdende South Carolina Gazette, een wekelijkse krant in Charles Town (Charleston) in South Carolina. De vorige drukker, Thomas Whitmarsh, was in 1733 gestorven aan gele koorts. Franklin stond in voor de kosten van de drukpers en de zetletters; deze kosten zou Timothy over een periode van zes jaar terugbetalen. Franklin kwam ook overeen om een derde van de maandelijkse kosten te betalen; hiervoor zou hij een derde van de winst terugkrijgen. In het geval dat Timothy zou komen te overlijden, zou zijn oudste zoon Peter de zaak overnemen.
Timothy vertrok naar Charles Town in de tweede helft van 1733 en begon op 2 februari 1734 de krant uit te geven. Zijn vrouw Elizabeth volgde hem naar Charleston in de lente van 1734 samen met hun kinderen, inmiddels zes.
Na de overname door Timothy begon de South Carolina Gazette weer goed te lopen. Hij werd ook de officiële drukker van de kolonie South Carolina en werd tevens verantwoordelijk gesteld voor het bezorgen van alle post. Naast de krant drukte hij een reeks andere publicaties, waaronder boeken en pamfletten. Timothy's oudste zoon Peter ging in de leer bij hem. In 1733 verengelste hij zijn naam van Louis Timothée naar Lewis Timothy.

### Dood en overname door Elizabeth
In de tweede helft van 1738 liet Timothy in de South Carolina Gazette zijn lezers weten dat zowel hij als zijn zoon Peter ziek waren. Hij meldde dat een bepaald pamflet nog niet was gedrukt by reason of Sicknes, myself and Son having been visited with this Fever, that reigns at present, so that neither of us hath been capable for some time of working much at the Press. Twee maanden later overleed hij. De doodsoorzaak is onbekend, mogelijk gele koorts. Volgens de South-Carolina Gazette op 4 januari 1739 was de doodsoorzaak an unhappy accident (een niet nader genoemd ongeluk).
Timothy's echtgenote Elizabeth besloot het contract met Franklin als erfgenaam van haar man over te nemen en ermee verder te gaan en werd zijn leerling en partner. Formeel nam Timothy's oudste zoon Peter, die destijds 14 jaar oud was, het contract over. De krant vermeldde Peter Timothy als de drukker (Printed by Peter Timothy), maar in de praktijk werd de krant uitgegeven door zijn moeder. Ze werd hiermee de eerste vrouwelijke redacteur en uitgever van een Amerikaanse krant.
Timothy's zoon Peter nam de krant over in 1740 en de gehele drukkerij in 1746. Hij bleef de daaropvolgende 30 jaar een zakenpartner van Franklin.
- International Standard Name Identifier: 0000 0000 2894 0855
- Library of Congress Control Number: n88227238
- Nationale Bibliotheek van Israël: 987007356165205171
- Virtual International Authority File: 43404380
- WorldCat: E39PBJwD4vvCCvYt8KWmVCpByd